# فرتنهام
فرتنهام (به انگلیسی: Frettenham) یک محله مدنی و روستا در بریتانیا است که در Broadland واقع شده‌است. فرتنهام ۶٫۳۳ کیلومتر مربع مساحت و ۷۴۰ نفر جمعیت دارد.